# Tarification cost-plus
 (juin 2014).
La tarification cost-plus est un modèle de définition des prix de vente utilisé dans le monde de l'industrie et des services : chaque prix de vente est le coût réel augmenté d'une marge censée comprendre 1. les frais non intégrés au coût réel et 2. le profit de l'entreprise.
C'est une des 5 méthodes préconisées par l'OCDE pour définir les prix de transfert.
"Cost-plus" est un anglicisme qui signifie : "coût majoré". En France, la méthode est aussi connue sous le nom de "méthode du prix de revient majoré".

## Applications

### Économie de type planifiée
Ce système a été utilisé dans les économies de type socialiste, en ex-URSS notamment, pour établir les prix de vente entre acteurs économiques. Chaque producteur calculait le prix de revient de ses produits à l'aide d'une comptabilité analytique et y appliquait la marge que l'autorité publique lui autorisait. Le but était d'assurer la transparence des prix de revient, d'empêcher un acteur économique de s'enrichir aux dépens des autres et de limiter l'inflation.

### Secteur de la téléphonie mobile
Ce modèle est utilisé dans le secteur de la téléphonie mobile pour caractériser la façon dont les opérateurs disposant d'un réseau (Orange, SFR et Bouygues Telecom) fixent leur tarifs de gros vis-à-vis des opérateurs virtuels clients. La méthode consiste à établir le prix proposé à partir du coût réel pour l'opérateur fournisseur, auquel est ajoutée la marge qu'il souhaite réaliser. Il s'oppose au modèle retail-minus, fondé sur le coût de détail (celui pratiqué auprès des clients finaux de l'opérateur principal) auquel est appliquée une remise d'achat de gros.

#### Comparaison des méthodes
Il est communément admis que le modèle retail-minus est plus favorable aux opérateurs de gros, tandis que le modèle cost-plus favorise l'intérêt des opérateurs virtuels.
En effet, dans le cas cost-plus, les opérateurs virtuels ont une visibilité directe de la structure de coûts de l'opérateur hôte, et peuvent bâtir leurs propres offres sans dépendre des offres grand public de l'hôte. Dans le cas retail-minus, l'opérateur hôte peut contrôler le montant de la remise accordée en fonction de ses objectifs commerciaux, ne donnant aucune visibilité à l'opérateur virtuel.

#### Modèle prédominant en France
En France, la tarification de gros est très majoritairement dominée par le modèle retail-minus, donc à l'avantage des opérateurs hôtes selon l'avis rendu par l'Arcep au conseil de la concurrence (2008).